# Polyacanthocephala
Polyacanthocephala is een klasse van de haakwormen (Acanthocephala).

## Taxonomie
Polyacanthocephala is als volgt onderverdeel:
- Orde Polyacanthorhynchida Amin, 1987[1]
  - Familie Polyacanthorhynchidae Golvan, 1956
    - Geslacht Polyacanthorhynchus Travassos, 1920
      - Polyacanthorhynchus caballeroi Diaz-Ungria & Rodrigo, 1960
      - Polyacanthorhynchus kenyensis Schmidt & Canaris, 1967
      - Polyacanthorhynchus macrorhynchus (Diesing, 1856)
      - Polyacanthorhynchus rhopalorhynchus (Diesing, 1851)